# Campeonato de Primera División 1996-97 (Argentina)
El Campeonato de Primera División 1996-97 fue la sexagésima séptima temporada de la era profesional del fútbol argentino. Se jugó en dos fases, el Torneo Apertura 1996 y el Torneo Clausura 1997, cada una con su respectivo campeón.
El ganador de ambos fue el Club Atlético River Plate, que clasificó así a la Copa Libertadores 1998. El segundo clasificado se definió con el enfrentamiento de los subcampeones de los dos torneos.
Durante el Torneo Clausura, a mediados de 1997, un conflicto entre el Deportivo Español y 6 de sus jugadores (Marcelo Pontiroli, Gustavo Campagnuolo, Eduardo Fuentes, Sergio Castillo, Pablo Guede y Mauro Potenzoni), derivó en una huelga de futbolistas, debido a lo cual el torneo estuvo suspendido por un poco más de un mes. La situación recién se destrabó cuando los jugadores lograron la libertad de acción.
Se definieron, por medio de la tabla de posiciones final del campeonato, los participantes de la Copa Conmebol 1997,  entre los equipos que no fueran invitados a la Supercopa Sudamericana 1997.
Al finalizar el torneo se determinaron los descensos al Nacional B, por la tabla de promedios, en la que se computaron dos puntos por partido ganado.

## Ascensos y descensos
| Pos     | Equipos ascendidos |
| ------- | ------------------ |
| 1.º     | Huracán Corrientes |
| 1.º Red | Unión              |

| Prom | Equipos descendidos en la temporada 1995-96 |
| ---- | ------------------------------------------- |
| 19.º | Belgrano                                    |
| 20.º | Argentinos Juniors                          |

## Equipos
| Equipo             | Ciudad        |
| ------------------ | ------------- |
| Banfield           | Banfield      |
| Boca Juniors       | Buenos Aires  |
| Colón              | Santa Fe      |
| Deportivo Español  | Buenos Aires  |
| Estudiantes        | La Plata      |
| Ferro Carril Oeste | Buenos Aires  |
| Gimnasia y Esgrima | Jujuy         |
| Gimnasia y Esgrima | La Plata      |
| Huracán            | Buenos Aires  |
| Huracán Corrientes | Corrientes    |
| Independiente      | Avellaneda    |
| Lanús              | Lanús         |
| Newell's Old Boys  | Rosario       |
| Platense           | Vicente López |
| Racing Club        | Avellaneda    |
| River Plate        | Buenos Aires  |
| Rosario Central    | Rosario       |
| San Lorenzo        | Buenos Aires  |
| Unión              | Santa Fe      |
| Vélez Sarsfield    | Buenos Aires  |

### Distribución geográfica de los equipos
| Región                  | Cant. | Equipos                                                                                                  |
| ----------------------- | ----- | --- |
| Ciudad de Buenos Aires  | 7     | Boca Juniors, Deportivo Español, Ferro Carril Oeste, Huracán, River Plate, San Lorenzo y Vélez Sarsfield |
| Conurbano bonaerense    | 5     | Banfield, Independiente, Lanús, Platense y Racing Club                                                   |
| Provincia de Santa Fe   | 4     | Colón, Newell's Old Boys, Rosario Central y Unión                                                        |
| Ciudad de La Plata      | 2     | Estudiantes y Gimnasia y Esgrima                                                                         |
| Provincia de Corrientes | 1     | Huracán Corrientes                                                                                       |
| Provincia de Jujuy      | 1     | Gimnasia y Esgrima                                                                                       |

## Sistema de disputa
En cada parte del campeonato se disputó un torneo independiente con su propio campeón, los torneos Apertura y Clausura. Cada uno se desarrolló en una sola ronda por el sistema de todos contra todos, donde la segunda conformó los desquites de la primera.

## Torneo Apertura

### Tabla de posiciones final
| Pos  | Equipo                  | Pts | PJ | G  | E  | P  | GF | GC | DIF |
| ---- | ----------------------- | --- | -- | -- | -- | -- | -- | -- | --- |
| 1.º  | River Plate             | 46  | 19 | 15 | 1  | 3  | 52 | 22 | 30  |
| 2.º  | Independiente           | 37  | 19 | 11 | 4  | 4  | 34 | 22 | 12  |
| 3.º  | Lanús                   | 37  | 19 | 10 | 7  | 2  | 23 | 12 | 11  |
| 4.º  | Racing Club             | 32  | 19 | 9  | 5  | 5  | 31 | 24 | 7   |
| 5.º  | Rosario Central         | 31  | 19 | 8  | 7  | 4  | 35 | 28 | 7   |
| 6.º  | Gimnasia y Esgrima (LP) | 27  | 19 | 7  | 6  | 6  | 21 | 20 | 1   |
| 7.º  | San Lorenzo             | 27  | 19 | 8  | 3  | 8  | 24 | 24 | 0   |
| 8.º  | Colón                   | 26  | 19 | 6  | 8  | 5  | 26 | 24 | 2   |
| 9.º  | Newell's Old Boys       | 26  | 19 | 7  | 5  | 7  | 24 | 26 | -2  |
| 10.º | Boca Juniors            | 25  | 19 | 7  | 4  | 8  | 36 | 33 | 3   |
| 11.º | Estudiantes (LP)        | 25  | 19 | 7  | 4  | 8  | 27 | 28 | -1  |
| 12.º | Gimnasia y Esgrima (J)  | 25  | 19 | 6  | 7  | 6  | 18 | 19 | -1  |
| 13.º | Vélez Sarsfield         | 23  | 19 | 6  | 5  | 8  | 29 | 33 | -4  |
| 14.º | Ferro Carril Oeste      | 22  | 19 | 5  | 7  | 7  | 32 | 34 | -2  |
| 15.º | Platense                | 21  | 19 | 5  | 6  | 8  | 25 | 30 | -5  |
| 16.º | Unión                   | 20  | 19 | 5  | 5  | 9  | 24 | 27 | -3  |
| 17.º | Huracán Corrientes      | 19  | 19 | 4  | 7  | 8  | 31 | 40 | -9  |
| 18.º | Deportivo Español       | 16  | 19 | 2  | 10 | 7  | 18 | 25 | -7  |
| 19.º | Huracán                 | 16  | 19 | 3  | 7  | 9  | 21 | 36 | -15 |
| 20.º | Banfield                | 13  | 19 | 3  | 4  | 12 | 14 | 38 | -24 |

## Torneo Clausura

### Tabla de posiciones final
| Pos  | Equipo                  | Pts | PJ | G  | E | P  | GF | GC | DIF |
| ---- | ----------------------- | --- | -- | -- | - | -- | -- | -- | --- |
| 1.º  | River Plate             | 41  | 19 | 12 | 5 | 2  | 37 | 20 | 17  |
| 2.º  | Colón                   | 35  | 19 | 9  | 8 | 2  | 36 | 28 | 8   |
| 3.º  | Newell's Old Boys       | 35  | 19 | 10 | 5 | 4  | 23 | 20 | 3   |
| 4.º  | Independiente           | 34  | 19 | 10 | 4 | 5  | 38 | 21 | 17  |
| 5.º  | Vélez Sarsfield         | 32  | 19 | 9  | 5 | 5  | 25 | 18 | 7   |
| 6.º  | San Lorenzo             | 30  | 19 | 9  | 3 | 7  | 32 | 22 | 10  |
| 7.º  | Racing Club             | 27  | 19 | 7  | 6 | 6  | 24 | 22 | 2   |
| 8.º  | Platense                | 26  | 19 | 6  | 8 | 5  | 21 | 22 | -1  |
| 9.º  | Boca Juniors            | 25  | 19 | 6  | 7 | 6  | 34 | 32 | 2   |
| 10.º | Ferro Carril Oeste      | 24  | 19 | 5  | 9 | 5  | 24 | 22 | 2   |
| 11.º | Lanús                   | 24  | 19 | 6  | 6 | 7  | 22 | 21 | 1   |
| 12.º | Unión                   | 24  | 19 | 6  | 6 | 7  | 31 | 36 | -5  |
| 13.º | Gimnasia y Esgrima (LP) | 23  | 19 | 6  | 5 | 8  | 19 | 25 | -6  |
| 14.º | Huracán                 | 22  | 19 | 5  | 7 | 7  | 22 | 33 | -11 |
| 15.º | Huracán Corrientes      | 21  | 19 | 4  | 9 | 6  | 21 | 28 | -7  |
| 16.º | Estudiantes (LP)        | 19  | 19 | 5  | 4 | 10 | 22 | 26 | -4  |
| 17.º | Deportivo Español       | 19  | 19 | 4  | 7 | 8  | 19 | 25 | -6  |
| 18.º | Rosario Central         | 18  | 19 | 4  | 6 | 9  | 24 | 27 | -3  |
| 19.º | Banfield                | 16  | 19 | 4  | 4 | 11 | 20 | 32 | -12 |
| 20.º | Gimnasia y Esgrima (J)  | 14  | 19 | 2  | 8 | 9  | 21 | 35 | -14 |

## Tabla de posiciones final del campeonato
Esta tabla fue utilizada como clasificatoria para la Copa Conmebol 1997.
| Pos  | Equipo                  | Pts | PJ | PG | PE | PP | GF | GC | Dif |
| ---- | ----------------------- | --- | -- | -- | -- | -- | -- | -- | --- |
| 1.º  | River Plate (*)         | 87  | 38 | 27 | 6  | 5  | 89 | 42 | 47  |
| 2.º  | Independiente (**)      | 71  | 38 | 21 | 8  | 9  | 72 | 43 | 29  |
| 3.º  | Lanús (***)             | 61  | 38 | 16 | 13 | 9  | 45 | 33 | 12  |
| 4.º  | Colón                   | 61  | 38 | 15 | 16 | 7  | 62 | 52 | 10  |
| 5.º  | Newell's Old Boys       | 61  | 38 | 17 | 10 | 11 | 47 | 46 | 1   |
| 6.º  | Racing Club (**)        | 59  | 38 | 16 | 11 | 11 | 55 | 46 | 9   |
| 7.º  | San Lorenzo             | 57  | 38 | 17 | 6  | 15 | 56 | 46 | 10  |
| 8.º  | Vélez Sarsfield (**)    | 55  | 38 | 15 | 10 | 13 | 54 | 51 | 3   |
| 9.º  | Boca Juniors (**)       | 50  | 38 | 13 | 11 | 14 | 70 | 65 | 5   |
| 10.º | Gimnasia y Esgrima (LP) | 50  | 38 | 13 | 11 | 14 | 40 | 45 | -5  |
| 11.º | Rosario Central         | 49  | 38 | 12 | 13 | 13 | 59 | 55 | 4   |
| 12.º | Platense                | 47  | 38 | 11 | 14 | 13 | 46 | 52 | -6  |
| 13.º | Ferro Carril Oeste      | 46  | 38 | 10 | 16 | 12 | 56 | 56 | 0   |
| 14.º | Estudiantes (LP) (**)   | 44  | 38 | 12 | 8  | 18 | 49 | 54 | -5  |
| 15.º | Unión                   | 44  | 38 | 11 | 11 | 16 | 55 | 63 | -8  |
| 16.º | Huracán Corrientes      | 40  | 38 | 8  | 16 | 14 | 52 | 68 | -16 |
| 17.º | Gimnasia y Esgrima (J)  | 39  | 38 | 8  | 15 | 15 | 39 | 54 | -15 |
| 18.º | Huracán                 | 38  | 38 | 8  | 14 | 16 | 43 | 69 | -26 |
| 19.º | Deportivo Español       | 35  | 38 | 6  | 17 | 15 | 37 | 50 | -13 |
| 20.º | Banfield                | 29  | 38 | 7  | 8  | 23 | 34 | 70 | -36 |

(*) Clasificado a la Copa Libertadores 1998 e invitado a la Supercopa Sudamericana 1997.

(**) Invitado a la Supercopa Sudamericana 1997.

(***) Clasificado como campeón de la Copa Conmebol 1996.
- Argentina tuvo 2 cupos clasificatorios a la Copa Conmebol 1997: los equipos mejor ubicados en esta tabla, que no estuvieran invitados a la Supercopa Sudamericana 1997 ni clasificados, todavía, a la Copa Libertadores 1998.

## Clasificación  a la Copa Libertadores
Para designar el segundo clasificado a la Copa Libertadores 1998, se enfrentaron a un solo partido los subcampeones del Apertura 96, Independiente, y del Clausura 97, Colón, ya que ambos torneos fueron ganados por River Plate.
| Partido clasificatorio | Partido clasificatorio | Partido clasificatorio | Partido clasificatorio | Partido clasificatorio |
| Equipo 1               | Resultado              | Equipo 2               | Estadio                | Fecha                  |
| ---------------------- | ---------------------- | ---------------------- | ---------------------- | ---------------------- |
| Colón                  | 1 - 0                  | Independiente          | Ciudad de Lanús        | 3 de diciembre         |

## Tabla de descenso
Esta tabla se calculó con una puntuación de 2 puntos por victoria.
| Pos  | Equipo                  | Promedio | 1994-95 | 1995-96 | 1996-97 | Pts | PJ  |
| ---- | ----------------------- | -------- | ------- | ------- | ------- | --- | --- |
| 1.º  | Vélez Sarsfield         | 1,307    | 52      | 57      | 40      | 149 | 114 |
| 2.º  | River Plate             | 1,280    | 49      | 37      | 60      | 146 | 114 |
| 3.º  | Lanús                   | 1,166    | 39      | 49      | 45      | 133 | 114 |
| 4.º  | San Lorenzo             | 1,149    | 56      | 35      | 40      | 131 | 114 |
| 5.º  | Gimnasia y Esgrima (LP) | 1,131    | 49      | 43      | 37      | 129 | 114 |
| 6.º  | Racing Club             | 1,122    | 39      | 46      | 43      | 128 | 114 |
| 7.º  | Boca Juniors            | 1,114    | 41      | 49      | 37      | 127 | 114 |
| 8.º  | Independiente           | 1,070    | 37      | 35      | 50      | 122 | 114 |
| 9.º  | Colón                   | 1,065    | -       | 35      | 46      | 81  | 76  |
| 10.º | Rosario Central         | 1,026    | 39      | 41      | 37      | 117 | 114 |
| 10.º | Newell's Old Boys       | 1,026    | 59      | 44      | 49      | 152 | 114 |
| 12.º | Estudiantes (LP)        | 1,000    | -       | 44      | 32      | 76  | 76  |
| 13.º | Huracán                 | 0,912    | 29      | 45      | 30      | 104 | 114 |
| 13.º | Platense                | 0,912    | 35      | 32      | 36      | 104 | 114 |
| 15.º | Ferro Carril Oeste      | 0,894    | 32      | 34      | 36      | 102 | 114 |
| 16.º | Unión                   | 0,868    | -       | -       | 33      | 33  | 38  |
| 17.º | Gimnasia y Esgrima (J)  | 0,859    | 32      | 35      | 31      | 98  | 114 |
| 18.º | Deportivo Español       | 0,850    | 36      | 32      | 29      | 97  | 114 |
| 19.º | Huracán Corrientes      | 0,842    | -       | -       | 32      | 32  | 38  |
| 20.º | Banfield                | 0,728    | 36      | 25      | 22      | 83  | 114 |

## Descensos y ascensos
Al finalizar la temporada, Banfield y Huracán Corrientes descendieron al Nacional B, siendo reemplazados por Argentinos Juniors y Gimnasia y Tiro (S) para el ciclo Apertura 97-Clausura 98.